# Meresanch III
Meresanch III – królowa starożytnego Egiptu z IV dynastii.
Była córką Kawaba i Hetepheres II oraz wnuczką władcy Egiptu Chufu (Cheopsa). Urodziła się w trakcie panowania tego ostatniego. 
Choć jej ojciec nigdy nie był królem, tylko następcą tronu, nosiła tytuł "Królewskiej Córki". Prawdopodobnie została adoptowana przez swojego wuja Dżedefre, domniemanego zabójcy ojca i drugiego małżonka matki. Wyszła za mąż za swego drugiego wuja Chefrena, któremu urodziła 8 córek, m.in. Chemerernebti II, Hemetre, Rechetre i Szepsesetkau. 
Po śmierci w wieku ok. 50 lat pochowana została w pięknie dekorowanej mastabie we wschodniej części nekropoli w Gizie. Obecnie jej mumia, odnaleziona przez Reisnera, znajduje się w Muzeum Egipskim w Kairze.